# Јунион Сити (Индијана)
Јунион Сити (енгл. Union City) град је у америчкој савезној држави Индијана.

## Демографија
По попису из 2010. године број становника је 3.584, што је 38 (-1,0%) становника мање него 2000. године.
| Група             | 2000.         | 2010.         |
| Белци             | 3.362 (92,8%) | 3.045 (85,0%) |
| Афроамериканци    | 37 (1,0%)     | 39 (1,1%)     |
| Азијати           | 8 (0,2%)      | 3 (0,1%)      |
| Хиспаноамериканци | 164 (4,5%)    | 457 (12,8%)   |
| Укупно            | 3.622         | 3.584         |